# کارلیس بونه
کارلیس بونه (لتونیایی: Kārlis Bone; ۱۹ فوریهٔ ۱۸۹۹ – ۱۳ نوامبر ۱۹۴۱) بازیکن فوتبال اهل لتونی بود.
وی همچنین در تیم ملی فوتبال لتونی بازی کرده‌است.